# 泉水镇 (犍为县)
泉水镇，是中华人民共和国四川省乐山市犍为县曾经下辖的一个镇。2019年12月，撤销泉水镇，将其所属行政区域划归芭沟镇管辖。

## 行政区划
泉水镇撤销前下辖以下地区：
泉水场社区、贾坝村、天生桥村、牛骑村、双山村、李湾村、康跃溪村、三块田村、泉水村、陈家榜村、周家沟村、黄家山村和苦竹林村。